# 阿妮塔
拉丽萨·德·马塞多·马沙多（葡萄牙語：Larissa de Macedo Machado，1993年3月30日—），艺名阿妮塔（Anitta），是一名巴西歌手、作曲家、演员、商人和电视节目主持人。她在2013年发布单曲“Show das Poderosas”后，在巴西全國范围内声名鹊起。
在2012年她的首支单曲“Meiga e Abusada”取得商业成功后，她于2013年1月与华纳音乐巴西公司签订了一份录音合同。同年7月，她发行了她的首张同名专辑，产生了四首成功的单曲，并在巴西获得了白金证书。她的第二张录音室专辑《Ritmo Perfeito》（2014年）也在该国取得了商业上的成功，并在同一天发行了她的第一张现场专辑《Meu Lugar》。2015年，她发行了她的第三张录音室专辑《Bang》，该专辑获得了白金认证，并产生了四首成功的单曲《Deixa Ele Sofrer》、专辑同名主打歌《Bang》、《Essa Mina é Louca》和《Cravo e Canela》。这张专辑对确立她在巴西流行音乐中的几乎主导地位起到了关键作用。
2016年至2018年期间，她開始和多個艺术家进行了多次合作。2017年，她发布了首支西班牙语歌曲“Paradinha”，这使她过渡到西语的拉丁流行音乐和雷鬼音乐。同年她与哥伦比亚歌手J·巴爾文合作了歌曲“Downtown”，成为她在几个西班牙语国家的突破性歌曲。2019年，她加入了与麥當娜、索菲亚·雷耶斯、瑞塔·奥拉、路易斯·馮西、Ozuna和黑眼豆豆等艺人的几次合作。后来，她的三语第四张录音室视觉专辑《Kisses》（2019年）获得了好评，该专辑为她赢得了拉丁格莱美奖最佳城市音乐专辑的提名。
2022年，阿妮塔发行了她的第五张录音室专辑《Versions of Me》，她在2021年底发行的西语单曲“Envolver”收录其中，该曲使阿妮塔成为第一位在Spotify全球前50名榜登顶的巴西和拉丁美洲歌手。
阿妮塔被圣保罗艺术评论家协会（Associação Paulista de Críticos de Arte，APCA）评为2013年音乐界的年度启示者。她在拉丁格莱美奖、拉丁美洲音乐奖、公告牌拉丁音乐奖和Premios Lo Nuestro奖上获得了许多荣誉和多项提名。阿尼塔曾五次获得MTV欧洲音乐奖的最佳巴西表演奖，并成为第一位获得最佳拉丁美洲表演奖的巴西艺术家。2017年，根据《公告牌》杂志的报道，她被列为社交媒体中最有影响力的名人之一。
除了作為一名海報女孩和代言人，阿妮塔也獲贊助並為諸多商業品牌拍攝電視廣告，諸如Adidas、Samsung、Shein、Burger King、奇多、Lays、Tinder、百加得、Renault、C&A、Pepsi、Target、The Sims、Free Fire等。